# Шванд-им-Иннкрайс
Шванд-им-Иннкрайс (нем. Schwand im Innkreis) — коммуна (нем. Gemeinde) в Австрии, в федеральной земле Верхняя Австрия.
Входит в состав округа Браунау-на-Инне.  Население составляет 850 человек (на 31 декабря 2005 года). Занимает площадь 17 км². Официальный код  —  40442.

## Политическая ситуация
Бургомистр коммуны — Йохан Прильхофер (АНП) по результатам выборов 2003 года.
Совет представителей коммуны (нем. Gemeinderat) состоит из 13 мест.
- АНП занимает 9 мест.
- СДПА занимает 3 места.
- АПС занимает 1 место.